# Djamila Ferdjani
Djamila Ferdjani, née le 3 février 1962 à Aoulef en Algérie, est un médecin et une militante philanthrope Nigérienne. 
Elle est connue aux niveaux national et régional pour son action dans trois domaines principaux : la santé, en particulier celle des enfants, des femmes et des démunis; le sport, et enfin le militantisme social.
Elle a été la première femme présidente d’une fédération nationale de sport au Niger, la Fédération nigérienne de basket-ball. Elle fait ainsi partie du cercle très fermé des femmes ayant occupé ou occupant ce poste.
Elle compte parmi les premières femmes nigériennes médecin et entrepreneure, avec la fondation d'une polyclinique multidisciplinaire privée à Niamey en 1992, la polyclinique ProSanté.
Commentatrice et militante sociale, elle fait partie des utilisatrices Africaines les plus actives sur les réseaux sociaux, notamment Twitter et Facebook, qu'elle utilise pour informer et mobiliser la jeunesse africaine. Son objectif est de faciliter et promouvoir le changement sociétal et l'émergence d'un mouvement panafricain, solidaire, volontaire et égalitaire.

## Biographie

### Origine, enfance et famille
Djamila Ferdjani est née le 3 février 1962 en Algérie, à Aoulef, village situé à 1 400 kilomètres au sud d’Alger, aux portes du Niger et du Mali. Engagée dans la résistance face aux forces coloniales françaises pendant la Guerre d’Algérie, sa famille émigre d'abord à Gao au Mali, où elle passe les deux premières années de sa vie. À partir de 1964, ses parents s’installent au Niger, d’abord à Téra, village situé à 170 kilomètres à l’ouest de Niamey, puis dans la capitale à partir de 1967.
Deuxième enfant d’une fratrie de neuf garçons et de six filles, Djamila Ferdjani est élevée dans une famille musulmane pratiquante, polygame et multiculturelle. En effet, les deux épouses de son père sont respectivement Algérienne et Malienne.
Le secteur d'activité familial traditionnel est le commerce. Enfant, Djamila est plutôt encouragée à devenir elle-aussi mère de famille et femme au foyer. Cependant elle souhaite obtenir son indépendance financière et aider les autres. Curieuse, elle décide de poursuivre des études, et raconte notamment « J'ai dû évoluer pas à pas, lutter tous les jours pour essayer d'être parmi les meilleurs élèves, à chaque niveau d'étude, pour que mes parents n'aient rien à dire et me laisse continuer vers l'étape suivante »[réf. nécessaire].

### Scolarité et études
Elle commence sa scolarité à Niamey, au lycée français La Fontaine de Niamey, lorsque sa famille s'installe dans la capitale. Après l'obtention de son baccalauréat en 1981, elle entame ses études de médecine à la faculté de sciences de la santé de Niamey. À l’âge de 19 ans, durant sa première année d'études, elle se marie avec un Nigérien, avec lequel elle aura par la suite cinq enfants.
En 1989, elle obtient son doctorat en médecine avec un prix d’excellence et les félicitations du jury. Sa thèse porte sur le diagnostic et la prise en charge des enfants nés avec des malformations cardiaques. Il s'agit, plus spécifiquement, des enfants acheminés sur Genève et opérés par l’organisation non gouvernementale suisse Terre des Hommes. 
En 2002, après douze années de pratique médicale clinique au Niger, elle reprend des études de spécialisation en médecine aéronautique, et obtient également un diplôme universitaire en économie de la santé à la faculté de médecine de Paris.

### Carrière
Les différents postes occupés par Djamila Ferdjani et ses activités professionnelles s'articulent tous autour des trois grandes problématiques qu'elle promeut : la santé, l'équité sociale (notamment la condition des femmes et des jeunes) et le panafricanisme . 
En 1992, sous sa double casquette de médecin et de femme entrepreneure, elle fait figure de pionnière parmi les Nigériennes en fondant la polyclinique Prosante à Niamey dont elle sera le Présidente Directrice Générale de 1992 à 2004. Elle est également représentante du Niger de Lanorex Côte d’Ivoire de 1994 à 2000 et consultante auprès de la Banque islamique de développement de 2005 à 2012 pour les études techniques des projets santé. Enfin, elle est membre du comité exécutif de la Fondation Orange [Niger.
Son engagement pour le développement de l'Afrique se manifeste également par plusieurs postes et mission sur tout le continent. De 2004 à 2015, elle participe à la gestion et à la mise en œuvre de programmes de développement de la santé, du sport et de l'insertion des jeunes. En 2004, elle devient membre fondatrice du Forum Africain de Ouagadougou (AFO) pour le développement de l’Afrique. L'année suivante, elle est nommée directrice du village olympique des Jeux de la Francophonie de 2005 disputés à Niamey. En 2012, elle est nommée présidente du Comité de mobilisation de fonds pour l’équipe nationale de football à la CAN 2012,, première participation de ce pays à une phase finale de la Coupe d'Afrique des nations (CAN). Djamila Ferdjani a également été chargée de mission pour les Jeux de la Communauté des États sahélo-sahariens, présidente de la Fédération nigérienne de basket-ball. Plus récemment, de 2015 à 2018, elle est nommée experte du Comité International des Jeux de la Francophonie pour l'organisation de la huitième édition de cette compétition à Abidjan en 2017. Enfin, elle est devenue membre du bureau du think tank panafricain IPODE (Sénégal) pour contribuer à l'évolution et au développement conceptuel du continent africain au sein d'un groupe de personnalités variées.

## Militantisme et Philanthropie
En tant que médecin de terrain, Djamila Ferdjani a pu directement constater l'ampleur des besoins de santé de la population Nigérienne, notamment de ses éléments les plus démunis. Déplorant une dissonance constatée entre son rôle de médecin et directrice d'une clinique dans le secteur privé, et les besoins du public, elle quitte son poste au sein de la polyclinique ProSanté et devient consultante en politique de santé pour différentes organisation nationales et internationales. Elle peut ainsi s’investir personnellement pour faire avancer des causes qui lui sont chères, notamment la scolarisation des filles, l’insertion et l’émergence des jeunes et la promotion de la femme en Afrique.
C’est dans ce cadre qu’elle a initié et en partie financé à fonds propres plusieurs actions : le programme de vaccination bénévole des Enfants de la Rue au Niger, notamment actif en 2015 pendant l'épidémie de méningite. Pour mener à bien cette campagne de vaccination, elle a également facilité l'organisation de levée de fonds de la diaspora nigérienne en France, soulignant ainsi l'importance, l'émergence et la nécessaire organisation de la solidarité panafricaine, en Afrique et parmi la diaspora africaine. Le docteur Ferdjani contribue aussi à différents programmes de formation et d’insertion des jeunes non diplômés et des femmes au foyer, dans l’immobilier, le bâtiment et la restauration. Son agenda quotidien est placé sous l'égide de l'action solidaire, et inclut des activités d’entraide sociale, de soutien aux démunis, de soins de santé administrés bénévolement, de conseils et d’orientation des jeunes, d’appuis à l’émergence de la femme et des jeunes au Niger, au Sahel et dans le reste du continent Africain.

## Mobilisation des jeunes et changement sociétal
Entourée de jeunes au quotidien, Djamila Ferdjani a pris note ces dernières années de l'importance  croissante des réseaux sociaux en Afrique. C'est dans un esprit panafricaniste et pédagogue qu'elle a décidé d'utiliser ce médium, notamment Twitter et Facebook, pour sensibiliser la jeunesse africaine en particulier, et la société africaine en général. Elle plaide régulièrement pour une émergence économique, sociale et culturelle de l'Afrique, basée sur une jeunesse informée, égalitaire, tolérante, sociale et volontaire. Elle communique sur les questions de développement, de santé, d'autonomie, d'humanisme, de solidarité, de justice, de défense des droits de l'Homme, de paix.

## Distinctions
Elle fait partie du classement FNUAP (Fonds des Nations unies pour la population) des 100 femmes leaders du Niger en 2012. Elle a également été élue « femme Nigérienne de l'année » par le quotidien nigérien TamTam Info en 2012.